# Condado de San Esteban de Gormaz

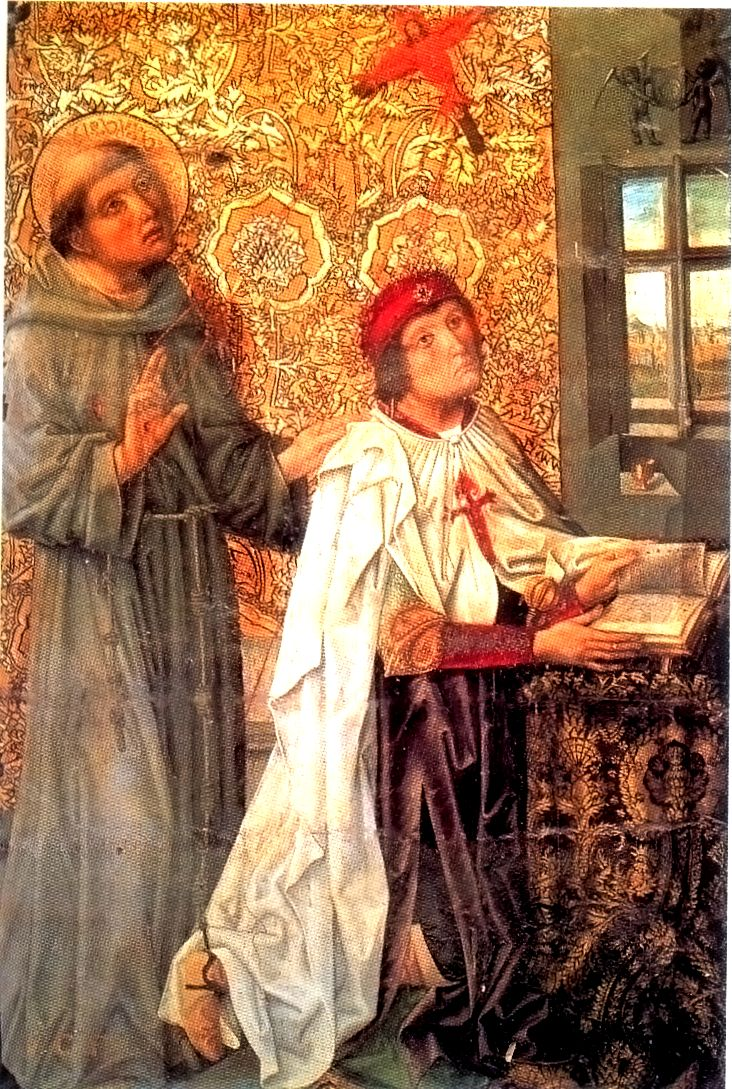
El condestable Álvaro de Luna, maestre de la Orden de Santiago desde 1445

El condado de San Esteban de Gormaz es un título nobiliario español, de Castilla. Fue concesión de Juan II, por real cédula del 13 de junio de 1423, en favor de su valido Álvaro de Luna, condestable de Castilla (1423), conde también de Alburquerque (1432) y de Ledesma (1445), marqués de Villena, duque de Escalona y de Trujillo (1445), maestre de la Orden de Santiago (1445), canciller mayor y notario mayor del reino, camarero mayor de los paños, gobernador de la persona y casa del príncipe Don Enrique.
Amén de las villas de Jubera, Cornago y Cañete, heredadas de su padre, el concesionario llegó a poseer por munificencia regia inmensos estados, dispersos por toda la Corona de Castilla. Hacia 1550, le pertenecían las ciudades de Osma y Trujillo; las villas de Escalona, Maqueda, Alburquerque, Ledesma, Montalbán, Olmedo, Sepúlveda, Alamín, Torrelobatón, San Esteban de Gormaz, Villanueva de la Torre y San Martín de Valdeiglesias, entre otras; el señorío del Infantado, en la Alcarria, y otros muchos lugares y cotos. Lo que le convertía en el primer señor de vasallos del reino.
Pero todo este patrimonio le fue confiscado a raíz de su caída, proceso y condena a muerte. Su viuda, Juana Pimentel, se rebeló contra el rey, encastillándose en Escalona, y solo se rindió tras duras negociaciones. En virtud de lo capitulado, hubo de entregar esta villa ducal y dos tercios del tesoro que en ella se guardaba, con las demás que todavía resistían, pero obtuvo el perdón de sus leales, conservó para sí algunas posesiones y aseguró a sus hijos en herencia el señorío del Infantado y el condado de San Esteban de Gormaz.
La denominación alude a la villa y municipio de San Esteban de Gormaz (Soria), que era de señorío del primer conde desde 1420 por concesión del mismo rey. Cabeza de la comunidad de villa y tierra de su nombre, se llamó en el pasado San Esteban del Extremo, por pertenecer a la antigua Extremadura castellana.
|                                                                    | Titular                                                            | Periodo                                                            |
| Condes de San Esteban de Gormaz (concesión de Juan II de Castilla) | Condes de San Esteban de Gormaz (concesión de Juan II de Castilla) | Condes de San Esteban de Gormaz (concesión de Juan II de Castilla) |
| ------------------------------------------------------------------ | ------------------------------------------------------------------ | ------------------------------------------------------------------ |
| I                                                                  | Álvaro de Luna                                                     | 1423-1453                                                          |
| II                                                                 | Juan de Luna y Pimentel                                            | 1453-1459                                                          |
| III                                                                | Juana de Luna                                                      | 1459-1480                                                          |
| IV                                                                 | Juan Pacheco de Luna                                               | 1480-1501                                                          |
| V                                                                  | Diego López Pacheco (II marqués de Villena)                        | 1501-1529                                                          |
| VI                                                                 | Diego López Pacheco (III marqués de Villena)                       | 1529-1556                                                          |
| VII                                                                | Francisco López Pacheco y Cabrera                                  | 1529-1574                                                          |
| VIII                                                               | Juan Gaspar Fernández Pacheco y Álvarez de Toledo                  | 1574-1616                                                          |
| IX                                                                 | Felipe Baltasar Fernández Pacheco                                  | 1616-1632                                                          |
| X                                                                  | Diego López Pacheco                                                | 1632-1653                                                          |
| XI                                                                 | José Isidro López Pacheco y Cabrera Bobadilla                      | 1653-1643                                                          |
| XII                                                                | Juan Manuel Fernández Pacheco                                      | 1643 -1725                                                         |
| XIII                                                               | Mercurio Antonio López Pacheco                                     | 1725-1738                                                          |
| XIV                                                                | Andrés López Pacheco                                               | 1738-1746                                                          |
| XV                                                                 | María Ana López Pacheco y Álvarez de Toledo Portugal               | 1746-1768                                                          |
| XVI                                                                | Felipe López Pacheco y de la Cueva                                 | 1768-1798                                                          |
| XVIII                                                              |                                                                    |                                                                    |
| XIX                                                                | Cipriano Portocarrero de Guzmán y Palafox                          | -1839                                                              |
| XX                                                                 | María Francisca de Sales Portocarrero y Kirkpatrick                | 1839-1860                                                          |
| XXI                                                                | Carlos Fitz-James Stuart y Portocarrero                            |                                                                    |
| XXII                                                               | Jacobo Fitz-James Stuart y Falcó                                   | 1924-1953                                                          |
| XXIII                                                              | Cayetana Fitz-James Stuart y Silva                                 | 1954-2014                                                          |
| XXIV                                                               | Carlos Fitz-James Stuart y Martínez de Irujo                       | 2015-hoy                                                           |